# Zaubermesser

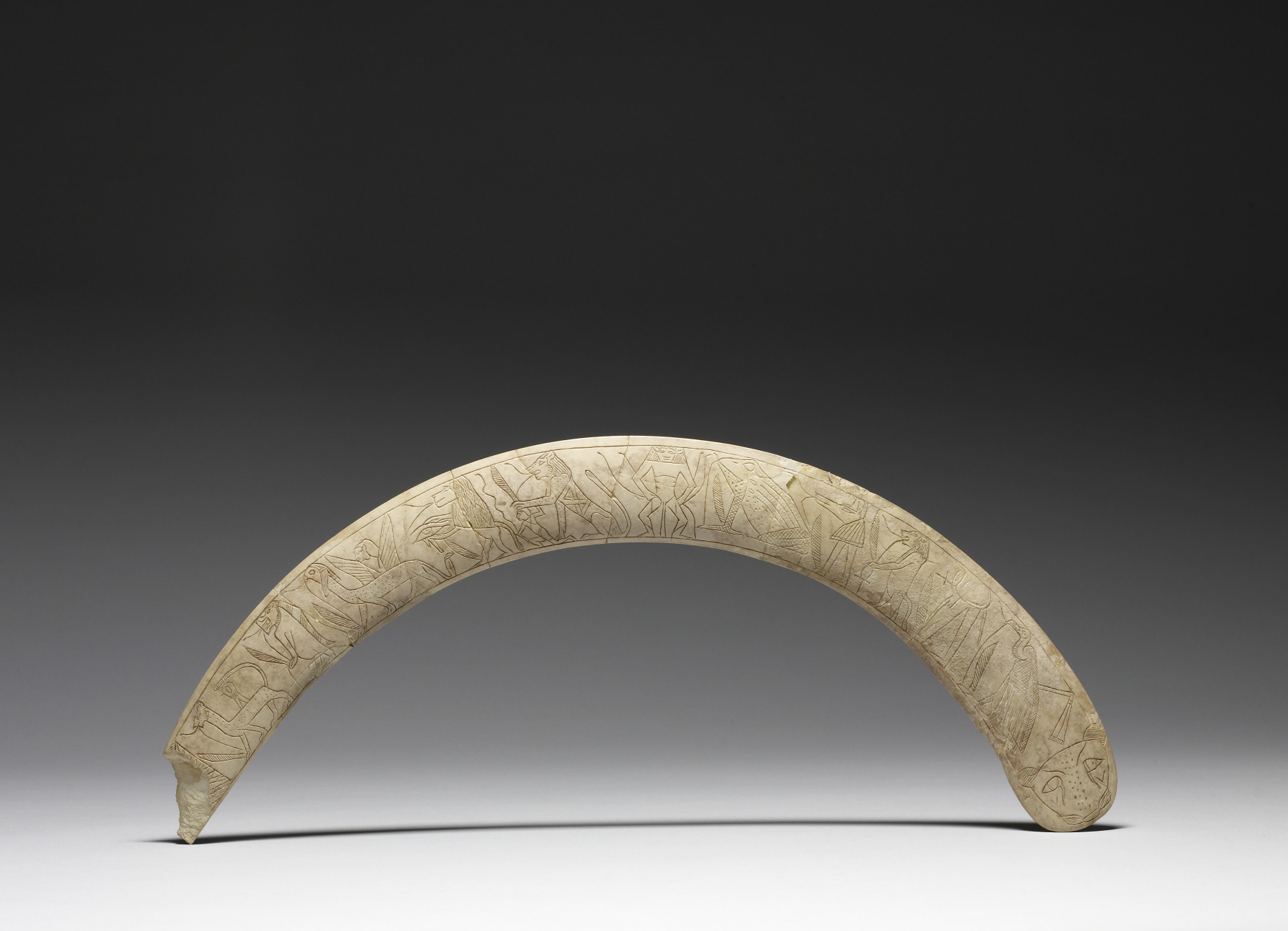
Ein Zaubermesser, Walters Art Gallery

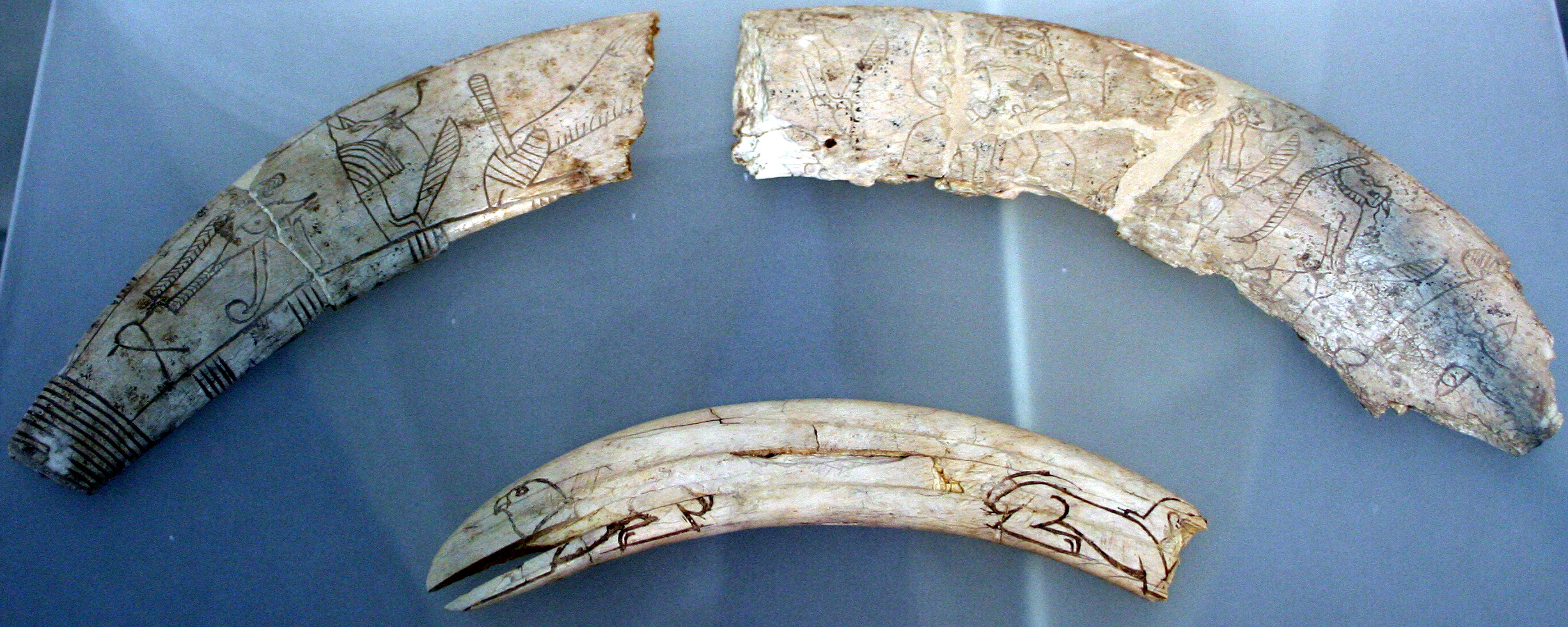
Zwei Zaubermesser, Ägyptisches Museum der Universität Leipzig

Zaubermesser (engl. Birth wand, Birth tusk oder Magic knife) ist die moderne Bezeichnung für halbrunde, dekorierte messerähnliche Objekte, die sich vor allem in Gräbern des späten ägyptischen Mittleren Reiches (ca. 1850–1750 v. Chr.) fanden. Sie dienten als Apotropaion, Schutzgegenstände gegen böse Kräfte.

## Details
Diese Zaubermesser sind meist aus dem Elfenbein von Nilpferdzähnen geschnitten. Auf einer Seite sind sie in der Regel mit einer Reihe von Schutzgottheiten und Dämonen dekoriert. Es findet sich die Figur des Bes, oder die des Aha (der Kämpfer, eine menschliche Gestalt, die Schlangen in den Händen hält), von Nilpferden, Krokodilen, aber auch von phantastischen Figuren, wie Schlangen mit Menschenkopf und Greifen aus deren Rücken ein Menschenkopf erscheint.

## Funktion
Die Funktion dieser Messer ergibt sich anhand einiger Inschriften auf ihnen. Sie sollten Mutter und Kind beschützen. Die auf den Zaubermessern dargestellten Gottheiten sind die, die auch den Sonnengott Re bei seiner Nachtreise in der Unterwelt gegen Feinde verteidigten. Es bestand offensichtlich die Vorstellung, dass die guten Geister, die den Sonnengott in der Nacht beschützen, auch Mutter und Kind behüten können.